# Witnekspecht
De witnekspecht (Chrysocolaptes festivus) is een soort uit de familie van de spechten die voorkomt in India en Sri-Lanka.

## Kenmerken
De witnekspecht is een grote soort die gemiddeld 29 centimeter lang is. De soort heeft een zwarte rug en goudgele vleugels. De stuit en de staart zijn zwart. De onderkant is wit met donkere markeringen. De kop is witachtig met een donkere baardstreep en een zwarte vlek rond het oog met uitlopers naar de nek. Kenmerken is een witte vlek achter op de nek die V-vormig eindigt in een zwarte vlek op de rug.

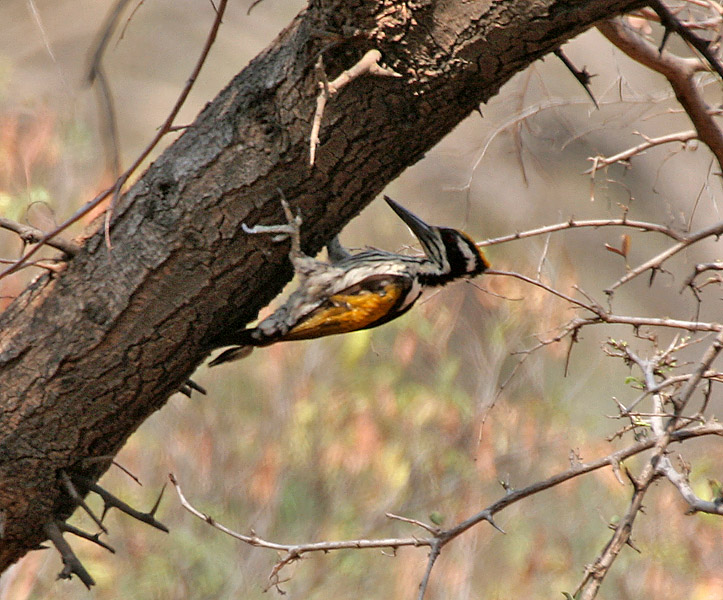
Vrouwtje witnekspecht

## Verspreiding en leefgebied
Er twee ondersoorten van de witnekspecht:
- C. f. festivus:  Midden- en Zuid-India.
- C. f. tantus: Sri Lanka.

Het leefgebied van de witnekspecht is halfopen bos: groepjes bomen afgewisseld met struikgewas. De vogel broedt in boomholtes waarin door het vrouwtje 1 of 2 witte eieren worden gelegd.

## Status
De grootte van de populatie is in 2021 geschat op 5000-7500 volwassen vogels. Op de Rode lijst van de IUCN heeft deze soort de status niet bedreigd.